# Uthman ibn Abd al-Haqq
Uthman Ibn Abd al-Haqq (Árabe: أبو سعيد عثمان بن عبد الحق) Nacido en 1196 y fallecido en 1240, fue un líder meriní del Sultanato benimerín, e hijo de Abd al-Haqq I.
Después de la muerte de su padre, se convirtió en sheik continuó persiguiendo a los almohades. Uthman fue asesinado por uno de sus esclavos cristianos. 
| Predecesor: Abd al-Haqq I | Dinastía Meriní Sigue luchando contra los Almohades 1217-1240 | Sucesor: Muhammad I |